# Lucy Pickens
Pour les articles homonymes, voir Pickens.
Lucy Petway Holcombe Pickens (11 juin 1832 – 8 août 1899) est une hôtesse politique et une écrivaine américaine. Elle figure sur des billets de banque confédérés en raison du soutien qu'elle apporte à ceux-ci durant la guerre civile.

## Biographie
Lucy Petway Holcombe est la fille de Beverly LaFayette Holcomb et Eugenia Dorothea née Hunt, sa famille est presbytérienne. Elle naît dans le domaine familial près de La Grange, dans le Tennessee. Elle commence ses études secondaires au lycée de filles de La Grange, puis fréquente une école de Bethlehem, en Pennsylvanie, avec sa sœur aînée Anna Eliza, de 1846 à 1848.
Sa famille s'installe à Marshall, à l'est du Texas, où son père établit une plantation nommée Wyalucing en 1848. Elle soutient l'indépendance de Cuba à l'égard de l'Espagne et écrit sous le pseudonyme H. M. Hardeman une nouvelle dont il ne reste pas trace, The Free Flag of Cuba en mémoire de son amoureux mort à la guerre,.
À l'été 1857, Lucy fait la connaissance de Francis Wilkinson Pickens, colonel deux fois veuf, originaire de Caroline du Sud, qu'elle épouse le 26 avril 1858 à Wyalucing. Il est nommé ambassadeur en Russie où le couple passe deux ans, tandis que Lucy Pickens se lie avec le tsar et son épouse. Son premier enfant naît en Russie.
Les Pickens reviennent en Caroline du Sud en août 1860, et Francis W. Pickens est élu gouverneur de l’État le 17 décembre 1860, trois jours avant le vote de l'État en faveur de la sécession de l'Union.
Partisane de la sécession, Lucy Holcombe Pickens était la seule femme à figurer sur la monnaie des États confédérés d'Amérique (trois numéros du billet CSA de 100 $ et un numéro du billet CSA de 1 $, imprimés à Columbia, en Caroline du Sud),.
Après la guerre, Francis W. Pickens choisit de prêter le serment de loyauté afin de bénéficier de l'amnistie offerte par le président Andrew Johnson, successeur d'Abraham Lincoln. Lucy Pickens quant à elle ne manifesta jamais de regret pour cette cause perdue.
Son mari meurt en 1869, et elle gère elle-même la plantation. Elle meurt d'une embolie cérébrale à son domicile d'Edgewood, le 8 août 1899. Elle est inhumée auprès de son mari et de sa fille au cimetière d'Edgefield.